# Klub slovenskih biciklistov
Klub slovenskih biciklistov (kratica KSBL) je prva slovenska kolesarska organizacija, ustanovljena v Ljubljani leta 1887, katere ustanovitelji so bili: dr. Demeter Bleiweiss, Milan Levstek, Viljem Mayer, Ernest Koželj, Rudolf Vesel, mesto predsednika pa je prevzel Ivan Tavčar. Društvo je bilo ustanovljeno iz narodnostnih razlogov, in sicer kot protiutež leta 1885 ustanovljenemu nemškemu kolesarskem klubu Laibacher Bicycle-Club (LBC).